# ال سریتو (واییه دل کائوکا)
ال سریتو (واییه دل کائوکا) (به اسپانیایی: El Cerrito, Valle del Cauca) یک سکونتگاه مسکونی در کلمبیا است که در بخش بایه دل کائوکا واقع شده‌است.

## خصوصیات
ال سریتو ۵۶٬۰۳۲ نفر جمعیت دارد و ۹۶۷ متر بالاتر از سطح دریا واقع شده‌است.